# Mutsu-Bucht
Die Mutsu-Bucht (jap. 陸奥湾 Mutsu-wan) ist eine Bucht in der Präfektur Aomori, Japan.

## Geographie

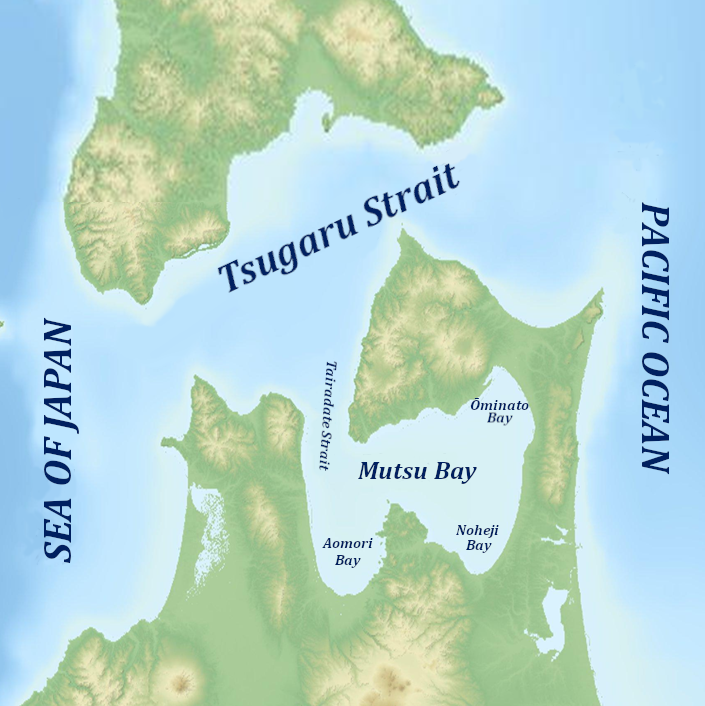
Karte der Mutsu-Bucht und ihrer Umgebung

Die Mutsu-Bucht hat eine Mündungsbreite von 14 km. Sie grenzt mit einer Ost-West- und einer Nord-Süd-Ausdehnung von je etwa 40 Kilometern im Westen an die Tsugaru-Halbinsel und im Osten und Norden an die Shimokita-Halbinsel. Durch die 14 Kilometer breite Tairadate-Straße ist sie mit der Tsugaru-Straße verbunden, die die Inseln Honshū und Hokkaidō trennt. Die Gesamtfläche der Bucht beträgt etwa 1.667,89 Quadratkilometer bei einer durchschnittlichen Tiefe von 40 bis 45 Metern. Die mit 70 Metern tiefste Stelle findet sich nahe ihrer Mündung in die Tsugaru-Straße. In der Mutsu-Bucht liegt im Südwesten die Aomori-Bucht, die Noheji-Bucht im Südosten und die Ōminato-Bucht im Nordosten.
Die Gezeitenströmung in der Bucht verläuft bei Flut gegen den Uhrzeigersinn entlang der Küste. Diese Gezeitenströmung hat einen großen Einfluss auf die Fischfauna der Bucht. Die Wassertemperatur ist im Westen der Bucht hoch und im Osten niedrig. Dieser Unterschied macht sich besonders im Winter bemerkbar. Da der Austausch mit offenem Meerwasser im inneren Teil der Bucht schlecht ist, hat das Wasser dort einen niedrigen Salzgehalt und eine niedrigere Wassertemperatur. Dieser Umstand ist vor der Küste von Kawauchi im inneren Teil der östlichen Bucht am stärksten. Die Oberflächenwassertemperatur beträgt im Durchschnitt maximal 23° C und minimal 3 – 4° C.  Die minimale Wassertemperatur im Japanischen Meer beträgt dagegen 7 – 8° C.
Zu den in der Bucht gelegenen Orten zählen die Städte Mutsu im Nordosten, Noheji in der Noheji-Bucht im Südosten und Aomori in der Aomori-Bucht im Südwesten. Zuflüsse sind u. a. der am Kawauchi-See entspringende Fluss Sendai im Norden der Bucht, der Shintanabu bei Mutsu im Nordosten, der Shiotachi im Westen der Noheji-Bucht, der Nonai, Tsutsumi und Shinjo im Süden der Aomori-Bucht und der Kanita im Nordwesten.

## Flora und Fauna
An der Ostküste der Aomori-Bucht wachsen Seegrasarten wie Zostera japonica, Zostera caulescens und Zostera caespitosa. Das Wachstum von Zostera caespitosa setzt sich auch von der Aomori-Bucht bis zur Noheji-Bucht fort. Die südliche Mutsu-Bucht stellt die nördliche Verbreitungsgrenze der Pflanzenart Halophila ovalis dar. Darüber hinaus werden die Aomori-Bucht, die Harabetsu-Küste, die Ominato-Bucht und die Kominato-Asadokoro-Küste von Singschwänen, Ringelgänsen und anderen Zugvögeln besucht. Zudem gibt es hier reichlich Muscheln wie Kammmuscheln und Anadara Bringonii.